# Mamma, mamma-historier
Mamma, mamma-historier eller pappa, pappa-historier var en typ av en så kallad svart humor som uppstod under 1960-talet och bestod av en kort dialog mellan ett barn och en vuxen. De började alltid med barnet som sa "mamma, mamma" eller "pappa, pappa" och den vuxnes svar med "tyst unge".

## Exempel på vitsar
– Mamma, mamma. Jag vill leka med mormor.
– Tyst unge. Vi har redan grävt upp kärringen fyra gånger den här veckan.
– Pappa, Pappa. Är vi aldrig framme i Amerika.
– Tyst unge och fortsätt att simma.